# 蔡侃賢
蔡侃賢（16世紀—17世紀），字毓和，號發明，江西瑞州府新昌縣人，明朝政治人物。

## 生平
蔡侃賢是萬曆四十年（1612年）壬子科江西鄉試舉人，授貴溪教諭，崇禎四年（1631年）陞萊州推官，未任而調南雄推官，在太平關榷稅兩次溢額，得委派署理樂昌縣事，率官兵及鄉勇堵截流寇鍾陵秀，對方越過樂昌攻打韶州，他獨自向上級請援反擊，因勞成疾，本得推陞寧國同知，但未任而卒，獲賜旌卹，南雄人民為他立祠，又入祀廣東名宦祠。

## 引用
1. 1 2  道光《新昌縣志·卷十一·人物志》：舉人 明……萬厯四十年壬子科……蔡侃賢，字毓和，號發明，縣治人，任貴溪教諭，擢山東萊州推官［未任］，改廣東南雄府推官，榷稅太平關，兩次溢額，巡道劉其委攝樂昌縣篆，率官兵鄉勇堵截鄰寇鍾陵秀賊，遂越樂昌攻韶州，侃賢單騎請援攻之，遂以勞瘁致病，推陞寧國府同知，未任而卒賜卹，南雄民為立祠，祀廣東名宦。